# Oligonychus gossypii
Oligonychus gossypii är en spindeldjursart som först beskrevs av Zacher 1921.  Oligonychus gossypii ingår i släktet Oligonychus och familjen Tetranychidae. Inga underarter finns listade i Catalogue of Life.